# Macrostylis setifer
Macrostylis setifer är en kräftdjursart som beskrevs av Menzies1962. Macrostylis setifer ingår i släktet Macrostylis och familjen Macrostylidae. Inga underarter finns listade i Catalogue of Life.